# محمد الأوسط العياري
محمد الأوسط العَيّارِي هو مهندس و مخترع تونسي يشغل منصب كبير المستشارين بوكالة الفضاء الأمريكية - ناسا و بالتوازي رئيس قسم الهياكل الفضائية في نفس الوكالة 

## حياته وتكوينه
- الدكتور محمد الأوسط العياري من مواليد نوفمبر 1959 بحمام الأنف، والده هو الشيخ عثمان العياري أصيل مدينة مكثر أحد أهم أساتذة كلية الشريعة وأصول الدين بجامعة الزيتونة. وقد أنجب ستة أولاد من بينهم محمد الأوسط وقد وصلوا جميعهم إلى درجات علمية متقدمة.[2]
- درس محمد الأوسط تعليمه العالي في المدرسة الوطنية للمهندسين بتونس و تحصّل في عام 1983 على دبلوم الهندسة المدنية، ثم اتجه إلى الولايات المتحدة الأمريكية للتعمق في البحث، حيث توجه إلى جامعة كولورادو ليتخصص في الميكانيك التطبيقية.
- اشتغل في أطروحة الدكتوراه على تشقق المواد العضوية والهندسية عبر متابعة أثر الثقل المسلط عليها ثم طلبت منه إحدى الجامعات الكندية دراسة خاصيات البيوت الجوفية والهياكل تحت الأرضية لدفن النفايات النووية حتى ذوبانها نهائيا، وهو ما قام به بين 1988 و1991. وقد فتح له هذا الاهتمام الباب للعمل على نطاق أوسع وبإمكانيات أكبر للبحث، كما ساهم في إصلاح المرآة العاكسة لهابل، ومن هناك بدأ التعاطي مع الهندسة الفضائية.[2]
- في عام 1993 منحته جامعة «مانيتوبا» الكندية لقب أستاذ محاضر مدى الحياة.[2]

## اختراع الشاهد
في أواخر شهر جوان حزيران 2008 قدم محمد الأوسط العياري في مدينة القيروان فكرة مشروع لاختراع يتمثل في منظار إلكتروني متطور لرصد الأشهر القمرية. وقد أطلق عليه اسم الشاهد وهو عبارة عن منظومة متكاملة من المراصد تسهل متابعة تحركات الهلال عند غروب الشمس لتحديد موقعه ثم إرسال إشارات إلى مركز المراقبة لتأكيد ثبوت رؤية الهلال سواء بالنسبة لبدء شهر رمضان أو سائر الأشهر القمرية. وفضلا عن ذلك فإن هذا الاختراع يساعد أيضا في معرفة درجة حرارة الأرض ورصد زحف الصحراء وقياس حالات التلوث.

## وصلات خارجية
- موقع مشروع الشاهد.
- العالم التونسي محمد الأوسط العيارى يقدم بالقيروان اختراعا رائدا في مجال الفلك.
- (بالفرنسية) الشاهد على موقع وكالة تونس إفريقيا للأنباء.

استضافة برنامج «حوار فرانس 24» له 